# Electric Shadows
Electric Shadow là phim điện ảnh Trung Quốc 2004 đạo diễn bởi Tiểu Giang. Kịch bản bởi Tiểu Giang và Trình Thang Tùng. Phim do hãng phim Trung Quốc Beijing Dadi Century và Hồng Kông Happy Pictures Culture Communication sản xuất. Bộ phim bắt đầu khi một phụ nữ trẻ bí ẩn tấn công một người lạ và sau đó yêu cầu anh ta chăm sóc con cá của cô trong khi cô đang bị bắt giữ. Khi anh vào căn hộ của cô, anh phát hiện ra một ngôi mộ lộ thiên của nữ diễn viên thập niên 1930 Chu Tuyền và họ có chung tình yêu với điện ảnh và hơn thế nữa .

## Diễn viên
Hạ Vũ vai Mao Đại Binh
Khương Hồng Ba vai Giang Tuyết Hoa
Tề Trung Dương vai Linh Linh
Quan Hiểu Đồng vai Linh Linh (Tuổi thơ ấu)
Vương Chính Giai vai Mao Tiểu Bình
Giang San vai Nữ cảnh sát
Trương Ý Tinh vai Linh Linh (Thiếu niên)
Lý Hải Tân vai Phan Đại Mhâm

## Phát hành
| Quốc gia / Khu vực | Ngày                 | Quốc gia / Khu vực | Ngày                 |
| ------------------ | -------------------- | ------------------ | -------------------- |
| Hà Lan             | 7 tháng 4 năm 2005   | Canada             | 11 tháng 9 năm 2004  |
| Trung Quốc         | Tháng 1 năm 2005     | Morocco            | 7 tháng 12 năm 2004  |
| Hồng Kông          | 19 tháng 1 năm 2006  | Pháp               | 10 tháng 3 năm 2005  |
| Hàn Quốc           | 18 tháng 11 năm 2005 | Mỹ                 | 16 tháng 12 năm 2005 |
| Nhật Bản           | 13 tháng 5 năm 2006  | Brazil             | 24 tháng 9 năm 2007  |

## Nhạc phim
| Tên              | Lời      | Soạn nhạc | Trình bày | Ghi chú        |
| ---------------- | -------- | --------- | --------- | -------------- |
| Electric Shadows | Dạ Thiên | Dạ Thiên  | Châu Tấn  | Ca khúc chủ đề |

## Giải thưởng
| Năm  | Giải                                       | Hạng mục                                  | Người được đề cử | Kết quả                |
| ---- | ------------------------------------------ | ----------------------------------------- | ---------------- | ---------------------- |
| 2004 | Giải Kim Kê                                | Đạo diễn đầu tay xuất sắc nhất            | Tiểu Giang       | Đề cử                  |
| 2004 | Giải Kim Kê                                | Nhạc phim hay nhất                        | Triệu Lân        | Đoạt giải              |
| 2004 | Liên hoan phim quốc tế Marrakech           | Giải đặc biệt                             | Tiểu Giang       | Đồng hạng với Moolaadé |
| 2004 | Liên hoan phim quốc tế Marrakech           | Ngôi sao vàng cho đạo diễn xuất sắc nhất  | Tiểu Giang       | Đề cử                  |
| 2005 | Liên hoan phim Trường Xuân                 | Grand Jury Prize                          |                  | Đoạt giải              |
| 2005 | Liên hoan phim Trường Xuân                 | Nam diễn viên xuất sắc nhất               | Hạ Vũ            | Đề cử                  |
| 2005 | Liên hoan phim Trường Xuân                 | Diễn viên hoặc đạo diễn mới xuất sắc nhất | Tiểu Giang       | Đề cử                  |
| 2005 | Liên hoan phim Trường Xuân                 | Phim xuất sắc nhất                        |                  | Đề cử                  |
| 2005 | Liên hoan phim điện ảnh sinh viên Bắc Kinh | Diễn viên nhí xuất sắc nhất               | Vương Chính Giai | Đoạt giải              |
| 2005 | Liên hoan phim châu Á Deauville            | Première Magazine Prize                   | Tiểu Giang       | Đoạt giải              |
| 2005 | Films from the South                       | Phim xuất sắc nhất                        |                  | Đoạt giải              |
| 2005 | Liên hoan Phim Hamburg                     | Đạo diễn mới xuất sắc nhất                | Tiểu Giang       | Đoạt giải              |